# Хронологија инвазије Русије на Украјину (април 2022)
Овај чланак обухвата дешавања која су се догодила у априлу 2022. године, за време инвазије Русије на Украјину.

## Хронологија

### 1. април
Регионални гувернер Белгородске области Вјачеслав Гладков изјавио је да су два украјинска војна хеликоптера Ми-24 у петак ударила у складиште горива у граду Белгороду након што су на малој висини ушли у територију Русије. Снимци сигурносних камера у депоу показују бљесак светлости из нечега што је изгледало као ракета испаљена са мале висине на небу, након чега је уследила експлозија на земљи.
Украјинска војска је потврдила да се Изјум налази под руском контролом.

### 2. април
Руске ракете погодиле су градове Полтаву и Кременчук у централној Украјини, оштетивши инфраструктуру и стамбене објекте, рекао је шеф Полтавске области Дмитро Луњин.
Кијевска офанзива је пропала неколико дана након што је Русија рекла да ће повући неке трупе са севера. Руси су се повукли све до Чернобила. Заменица украјинског министра одбране Хана Малијар касније је потврдила да су украјинске снаге поново преузеле контролу над целом Кијевском облашћу.

### 3. април
У Бучи су пронађени лешеви који потичу од масакра у Бучи. Новинари су видели најмање 20 мртвих украјинских цивила, а према речима градоначелника Буче, 280 тела је сахрањено у масовним гробницама.
Human Rights Watch је пријавио ратне злочине у окупираним областима Украјине.
Министарство одбране Украјине саопштило је да је литвански режисер Мантас Кведаравичијус убијен у Маријупољу док је покушавао да побегне.

### 4. април
Зеленски је оптужио Русију за геноцид и рекао да санкције са запада нису „довољан“ одговор на руске акције. Сједињене Државе су почеле да се залажу за суспендовање Русије из Савета за људска права Уједињених нација.
Путин је потписао декрет којим се ограничавају визе за држављане земаља које се сматрају "непријатељским" према гледишту Русије.

### 5. април
Зеленски се обратио Савету безбедности Уједињених нација поводом догађаја у Бучи.
Портпарол Кремља Дмитриј Песков рекао је да се Русија не противи састанку Путина и Зеленског, али да ће такав састанак бити одржан само ако претходно буде договорен оквирни документ.

### 6. април
Папа Фрања је критиковао немоћ међународних организација да зауставе инвазију.
У руској артиљеријској ватри погинуле су најмање четири особе, а четири су рањене на пункту за дистрибуцију хуманитарне помоћи док су руске снаге бомбардовале градове, градове и железничку инфраструктуру на истоку Украјине, саопштили су локални званичници. Касније је из компаније "Украјинске железнице" саопштено да је било више жртава након што су три ракете погодиле неодређену железничку станицу на истоку, не износећи даље детаље.

### 7. април
Ракете су уништиле складишта горива у Николајеву, Харкову, Запорожју и Чугујеву, саопштило је Руско министарство одбране, које је такође навело да је Украјина користила те објекте за снабдевање својих трупа у близини Николајева и Харкова и у региону Донбаса.
Генерална скупштина Уједињених нација искључила је Русију из Савета УН за људска права.

### 8. април
Железничка станица у Краматорску је погођена руском ракетом. Убијено је 57 особа док је 109 повређено.
Павло Кириленко, гувернер Доњецке области, рекао је да је на хиљаде људи било на станици у време када су је две ракете погодиле. Кириленко је на интернету објавио фотографију на којој се види неколико тела на земљи поред гомиле кофера и другог пртљага.

### 9. април
Руски председник Путин именовао је генерала руске армије Александра Дворникова, команданта Јужног војног округа Русије, за команданта руске војне кампање у Украјини. Дворников је био познат по командовању руским снагама током руске војне интервенције у Сирији.

### 10. април
Валентин Резниченко, главни  представник Дњепропетровске војне администрације је саопштио да је међународни аеродром у граду потпуно уништен као резултат ракетног напада од стране Русије.

### 11. април
Аустријски канцелар Карл Нехамер се срео у Москви са Владимиром Путином. То је била прва посета лидера са Запада од почетка инвазије. Нехамер је изјавио да је разговор био директан и отворен, али да састанак са Путином није пријатељска посета.

### 12. април
Министарство одбране Русије саопштило је да су ракете високе прецизности уништиле једно складиште муниције и хангар у коме су се налазили украјински авиони на војном аеродрому Старокостјантинов у Хмељничкој области, као и једно складиште муниције код Гавриловке (близу Кијева).

### 13. април
Према саопштењу руског Министарства одбране, 1.026 војника 36. украјинске бригаде маринаца, укључујући 162 официра, предало се у опкољеном лучком граду Мариупољу. Министарство одбране Украјине саопштило је да нема информација о томе, али је Денис Прокопенко, командант пука Азов, касније потврдио да су се неки украјински браниоци предали.
Заменик руског министра спољних послова Сергеј Рјабков упозорио је да ће Русија третирати америчка и НАТО возила која превозе оружје на украјинској територији као легитимне војне мете. Он је додао да ће сваки покушај Запада да нанесе значајну штету руској војсци или њеним сепаратистичким савезницима у Украјини бити „оштро сузбијен”.

### 14. април
Русија је саопштила да су два тешко наоружана украјинска борбена хеликоптера ушла у руски ваздушни простор и извела најмање шест ваздушних удара на стамбене зграде у Брјанској области. Гувернер Белгородске области је рекао да је нападнуто и једно село, али да нико није повређен.
Руске власти оптужиле су Украјину да је гранатирала град Климово и село Сподорашино. Поред тога, руска Федерална служба безбедности (ФСБ) саопштила је да су украјинске оружане снаге отвориле ватру на гранични пункт Нови Јурковичи у региону Брјанска.

### 15. април
Министарство одбране Русије саопштило је да је одбрамбени систем С-400 оборио украјински хеликоптер Ми-8, који је наводно коришћен за напад на Климово.
Руско Министарство одбране је такође саопштило да је Фабрика челика и гвожђа Иљич у Маријупољу „ослобођена“ од украјинских снага, што имплицира на то да су руске снаге преузеле контролу над фабриком.
Такође је наведено да су њене стратешке ракетне снаге „елиминисале до 30 пољских плаћеника“ у удару на село Изјумске.
Украјинске снаге су повратиле контролу над Роханом у Харковској области.

### 16. април
Русија је саопштила да је уништила производне зграде фабрике оклопних возила у Кијеву и војноремонтног погона у Николајеву користећи високопрецизно ваздушно лансирано оружје великог домета.
Руски званичници саопштили су да је генерал-мајор Владимир Петрович Фролов погинуо у борбама у Украјини.

### 17. април
Русија је саопштила да је уништила фабрику муниције у близини Бровара у Кијевској области, користећи високопрецизне ракете.

### 18. април
Лавов је погођен са пет пројектила, рекао је гувернер Лавовске области Максим Козицки. Три пројектила су оштетила војну инфраструктуру, а једна је погодила продавницу гума, што је изазвало смрт неколико цивила.
Володимир Зеленски је саопштио да је Русија започела офанзиву у региону Донбаса.

### 19. април
Гувернер Луганске области Сергеј Хајдај рекао је да су руске снаге заузеле град Кремину и да су се украјинске трупе повукле из града.
Руски министар спољних послова Сергеј Лавров је саопштио да је почела "друга фаза" инвазије.

### 20. април
Украјина је оптужила Русију за бомбардовање болнице у Маријупољу која је служила као склониште за око 300 особа.

### 21. април
Путин је прогласио победу у Маријупољу упркос преосталим украјинским отпорима у челичани Азовстаљ.
Премијер Шпаније и премијерка Данске су посетили Украјину и састали се са Володмириом Зеленским.

### 22. април
Генерал-мајор Рустам Минекајев, заменик команданта руског Централног војног округа, саопштио је да је циљ „друге фазе” инвазије земље на Украјину потпуно заузимање Донбаса и јужне Украјине и успостављање копненог коридора са Придњестровљем (отцепљена република која је међународно непризната и третира се као део Молдавије). Он је додао да постоје „докази да је становништво које говори руски језик угњетавано“ у Придњестровљу, не износећи даље детаље у својим оптужбама. Министарство одбране Украјине је то критиковало и оптужило Русију за империјализам.

### 23. април
Руска ракета је погодила јужни украјински лучки град Одесу. Антон Герашченко, саветник министра унутрашњих послова Украјине, рекао је да је најмање једна ракета пала и експлодирала, а погођени су и стамбени објекти. Званичници су рекли да је најмање шест особа погинуло. Русија је потврдила напад.

### 24. април
Министарство одбране Русије саопштило је да су њихове високопрецизне ракете током ноћи погодиле девет украјинских војних циљева, укључујући четири складишта оружја у близини Харкова где је било складиштено артиљеријско оружје. Такође се наводи да су њене ракетне и артиљеријске снаге уништиле још четири складишта у истом региону и погодиле објекат за производњу експлозива за украјинску војску у близини Дњепропетровска.

### 25. април
Русија је саопштила да је погођена рафинерија нафте у Кременчугу.
Неколико експлозија се догодило у Министарству државне безбедности у отцепљеном молдавском региону Придњестровља, саопштило је Министарство унутрашњих послова на свом Телеграм каналу. Министарство одбране Украјине саопштило је да је инцидент „планирана провокација“ саме Русије да би унела „панику и антиукрајинско расположење“.
Амерички државни секретар Антони Блинкен и министар одбране Лојд Остин кренули су возом из Пољске да се састану са украјинским званичницима, укључујући Зеленског, у Кијеву.

### 26. април
Генерални секретар УН-а Антонио Гутерес боравио је у тродневној посети Русији и Украјини. Од почетка рата постоје критике због ограничене улоге Уједињених нација у актуелној кризи.

### 27. април
Русија је навела да се серија експлозија догодила у руским провинцијама које се граниче са Украјином. Руски званичници су такође пријавили пожар на складишту муниције у региону и да је пресретнут украјински дрон.

### 28. април
Генерални секретар Уједињених нација Антонио Гутерес састао се са Зеленским и посетио Борођанку, Бучу и Ирпин, где је рекао: „Рат је зло. И када човек види ове ситуације, наше срце, наравно, остаје уз жртве“. Док се враћао у Кијев, један пројектил је наводно погодио доње спратове стамбене зграде од 25 спратова, ранивши најмање 10 људи и убивши једну, према украјинским званичницима.

### 29. април
Роман Старовојт, гувернер руске Курске области, рекао је да су минобацачи испаљени на контролни пункт у селу Крупец. Он је додао да су руски граничари и војска узвратили.

### 30. април
Русија је навела да је током ноћи уништила 389 војних објеката у Украјини, укључујући 35 контролних центара и 15 складишта оружја.
Украјинска војска је саопштила да је Русија извела ракетни удар на међународни аеродром у Одеси, оштетивши писту и учинивши је неупотребљивом.